# Transilien Paris-Nord
Transilien Paris-Nord es la red de trenes suburbanos de la SNCF que da servicio al norte de la Île de France a partir de la Estación del Norte de París.

## Las 6 líneas
La red tiene 6 líneas.
1. Paris-Nord - Crépy-en-Valois (K)
2. Paris-Nord - Luzarches (H)
3. Paris-Nord - Persan-Beaumont (vía Montsoult) (H)
4. Paris-Nord - Persan-Beaumont (vía Ermont) (H)
5. Paris-Nord - Pontoise (H)
6. Pontoise - Creil (H)

## Códigos de los trenes
Los códigos entraron en vigor desde verano de 2004. La primera letra indica el destino del tren y el principio de redacción de los códigos se aproxima al utilizado por las redes Saint-Lazare y Este salvo que los códigos de trenes ida/vuelta no tienen códigos simétricos porque la red usa consonantes finales para las idas y vocales finales para las vueltas (A para París-Norte, E para Ermont-Eaubonne).
Esta red es la única que no usa la letra P para los trenes destino Paris-Nord, sino que usa la letra que usan las líneas B y D de RER.

## Transilien H
Tiene cuatro ramales que parten de París y se separan en Épinay - Villetaneuse, Montsoult - Maffliers y Ermont - Eaubonne. Sus terminales son Luzarches, Pontoise y Persan - Beaumont (2 ramales). Da servicio a los municipios situados al norte de París. Nada más salir atraviesa la provincia de Sena-San Denis y luego Valle del Oise. Existe un quinto ramal entre Pontoise y Creil.
| Estación                                        | Zona | Municipio(s)                            | Correspondencias                                               |
| ----------------------------------------------- | ---- | --------------------------------------- | -------------------------------------------------------------- |
| Paris-Nord                                      | 1    | París                                   | K B, D, E, TGV, Eurostar, Thalys, Corail, TER Picardía 2, 4, 5 |
| Saint-Denis                                     | 3    | Saint-Denis                             | D; T1                                                          |
| Épinay-Villetaneuse                             | 3    | Épinay-sur-Seine                        |                                                                |
| tramo común Persan-Beaumont y Luzarches         |      |                                         |                                                                |
| Deuil-Montmagny                                 | 4    | Deuil-la-Barre Montmagny                |                                                                |
| Groslay                                         | 4    | Groslay                                 |                                                                |
| Sarcelles-Saint-Brice                           | 4    | Saint-Brice-sous-Forêt Sarcelles        |                                                                |
| Écouen-Ézanville                                | 4    | Écouen Ézanville                        |                                                                |
| Domont                                          | 4    | Domont                                  |                                                                |
| Bouffémont-Moisselles                           | 5    | Bouffémont Moisselles                   |                                                                |
| Montsoult-Maffliers                             | 5    | Maffliers Montsoult                     |                                                                |
| ramal Luzarches                                 |      |                                         |                                                                |
| Villaines                                       | 5    | Villaines-sous-Bois                     |                                                                |
| Belloy-Saint Martin                             | 5    | Belloy-en-France Saint-Martin-du-Tertre |                                                                |
| Viarmes                                         | 5    | Viarmes                                 |                                                                |
| Seugy                                           | 5    | Seugy                                   |                                                                |
| Luzarches                                       | 5    | Luzarches                               |                                                                |
| ramal Persan-Beaumont                           |      |                                         |                                                                |
| Presles-Courcelles                              | 5    | Presles                                 |                                                                |
| Nointel-Mours                                   | 5    | Mours Nointel                           |                                                                |
| Persan-Beaumont                                 | 5    | Beaumont-sur-Oise Persan                | TER Picardía                                                   |
| tramo común Persan-Beaumont vía Ermont/Pontoise |      |                                         |                                                                |
| La Barre-Ormesson                               | 4    | Deuil-la-Barre                          |                                                                |
| Enghien-les-Bains                               | 4    | Enghien-les-Bains                       |                                                                |
| Champ de courses d'Enghien                      | 4    | Saint-Gratien Soisy-sous-Montmorency    |                                                                |
| Ermont-Eaubonne                                 | 4    | Eaubonne Ermont                         | J C                                                            |
| ramal Persan-Beaumont vía Ermont                |      |                                         |                                                                |
| Ermont-Halte                                    | 4    | Ermont                                  |                                                                |
| Gros Noyer-Saint Prix                           | 4    | Ermont                                  |                                                                |
| Saint-Leu-la-Forêt                              | 4    | Saint-Leu-la-Forêt                      |                                                                |
| Vaucelles                                       | 4    | Taverny                                 |                                                                |
| Taverny                                         | 4    | Taverny                                 |                                                                |
| Bessancourt                                     | 5    | Bessancourt                             |                                                                |
| Frépillon                                       | 5    | Frépillon                               |                                                                |
| Méry-sur-Oise                                   | 5    | Méry-sur-Oise                           |                                                                |
| Mériel                                          | 5    | Mériel                                  |                                                                |
| Valmondois                                      | 5    | Butry-sur-Oise                          |                                                                |
| L’Isle Adam-Parmain                             | 5    | L'Isle-Adam Parmain                     |                                                                |
| Champagne-sur-Oise                              | 5    | Champagne-sur-Oise                      |                                                                |
| Persan-Beaumont                                 | 5    | Beaumont-sur-Oise Persan                | TER Picardía                                                   |
| ramal Pontoise                                  |      |                                         |                                                                |
| Cernay                                          | 4    | Ermont                                  | C                                                              |
| Franconville-Le Plessis Bouchard                | 4    | Franconville Le Plessis-Bouchard        | C                                                              |
| Montigny-Beauchamp                              | 4    | Beauchamp Montigny-lès-Cormeilles       | C                                                              |
| Pierrelaye                                      | 5    | Pierrelaye                              | C                                                              |
| Saint-Ouen l’Aumône-Liesse                      | 5    | Saint-Ouen-l'Aumône                     | C                                                              |
| Saint-Ouen l’Aumône                             | 5    | Saint-Ouen-l'Aumône                     | C                                                              |
| Pontoise                                        | 5    | Pontoise                                | J C                                                            |

### Pontoise-Creil
Este ramal da servicio a los municipios situados al norte y noroeste de la región. Es el único ramal de la línea H que no sale de París, parte de Pontoise hacia Persan y se dirige oblicua hacia el noreste donde está Creil, en la provincia de Oise.
|  |   |  | estaciones            | zona | municipio                 | correspondencias        |
|  | - |  | --------------------- | ---- | ------------------------- | ----------------------- |
|  | o |  | Pontoise              | 5    | Pontoise                  |                         |
|  | o |  | Saint-Ouen-l'Aumône   | 5    | Saint-Ouen-l'Aumône       |                         |
|  | o |  | Épluches              | 5    | Saint-Ouen-l'Aumône       |                         |
|  | o |  | Pont Petit            | 5    | Saint-Ouen-l'Aumône       |                         |
|  | o |  | Chaponval             | 5    | Auvers-sur-Oise           |                         |
|  | o |  | Auvers-sur-Oise       | 5    | Auvers-sur-Oise           |                         |
|  | o |  | Valmondois            | 5    | Butry-sur-Oise            |                         |
|  | o |  | L'Isle-Adam - Parmain | 5    | L'Isle-Adam, Parmain      |                         |
|  | o |  | Champagne-sur-Oise    | 5    | Champagne-sur-Oise        |                         |
|  | o |  | Persan - Beaumont     | 5    | Beaumont-sur-Oise, Persan | Alta Francia            |
|  | o |  | Bruyères-sur-Oise     | 5    | Bruyères-sur-Oise         |                         |
|  | o |  | Boran-sur-Oise        | 100  | Boran-sur-Oise            |                         |
|  | o |  | Précy-sur-Oise        | 100  | Précy-sur-Oise            |                         |
|  | o |  | Saint-Leu-d'Esserent  | 100  | Saint-Leu-d'Esserent      |                         |
|  | o |  | Creil                 | 100  | Creil                     | Alta Francia Intercités |

100 Fuera de la Île de France

## Transilien K
El ramal París-Norte <> Crépy-en-Valois da servicio a municipios del noreste de la región usando las vías del RER B en parte de su recorrido. Saliendo de París atraviesa la provincia de Sena-San Denis y luego Sena y Marne. Su terminal, Crépy-en-Valois, está fuera de la región, en la provincia de Oise.
|  |   |  | estaciones                      | zona | municipio                              | correspondencias                                   |
|  | - |  | ------------------------------- | ---- | -------------------------------------- | -------------------------------------------------- |
|  | o |  | París Norte                     | 1    | X Distrito de París                    | Eurostar, Thalys, TGV, Intercités, Hauts-de-France |
|  | o |  | Aulnay-sous-Bois                | 4    | Aulnay-sous-Bois                       |                                                    |
|  | o |  | Mitry - Claye                   | 5    | Claye-Souilly, Mitry-Mory              |                                                    |
|  | o |  | Compans                         | 5    | Compans                                |                                                    |
|  | o |  | Thieux - Nantouillet            | 5    | Thieux, Nantouillet                    |                                                    |
|  | o |  | Dammartin - Juilly - Saint-Mard | 5    | Saint-Mard, Juilly, Dammartin-en-Goële | Hauts-de-France                                    |
|  | o |  | Le Plessis-Belleville           | 100  | Le Plessis-Belleville                  | Hauts-de-France                                    |
|  | o |  | Nanteuil-le-Haudouin            | 100  | Nanteuil-le-Haudouin                   | Hauts-de-France                                    |
|  | o |  | Ormoy-Villers                   | 100  | Ormoy-Villers                          |                                                    |
|  | o |  | Crépy-en-Valois                 | 100  | Crépy-en-Valois                        | Hauts-de-France                                    |

100 Fuera de la Île de France

## Otras líneas del Transilien París-Norte
Ciertos tramos de líneas de RER son gestionadas por la división París-Nord de Transilien:
- Línea RER B: entre Aeropuerto Charles-de-Gaulle 2 TGV / Mitry - Claye y Gare du Nord.
- Línea RER C: de Porte de Clichy a Pontoise.
- Línea RER D: de Gare du Nord à Orry-la-Ville - Coye.